# Ranoidea fuscula
Ranoidea fuscula es una especie de anfibio anuro del género Ranoidea, familia Pelodryadidae originaria de Indonesia.  Científicos lo encontraron en la cuenca del río Derewo en provincia de Papua, 1890 metros sobre el nivel del mar.
Esta rana vive en arroyos en las montañas. Los científicos que escribieron la primera publicación sobre Ranoidea fuscula dijeron que está relacionada con Ranoidea dorsivena.